# 김인문 (배우)
김인문(金仁文, 1939년 4월 13일 ~ 2011년 4월 25일)은 대한민국의 배우이다.

## 생애
고교 시절이던 1956년에 연극 활동을 하다가 동국대학교 농업학과를 나오고 나서 잠시 공무원이 되었지만 연기자가 되기 위해 그만두었다. 1967년 김수용 감독의 《맨발의 영광》으로 데뷔하였고, 1968년에 TBC 특채탤런트로 입사한 이래 활동을 계속하였다. 1973년 TBC 일일연속극 《어머니》에서의 열연으로 스타덤에 올랐다. 2011년 4월 25일 오후 6시 34분, 방광암으로 투병하다가 향년 73세의 나이로 사망하였다.

## 학력
- 동국대학교 농림대학 농업학 학사

## 출연 작품
1968년부터 평생을 통하여 다수의 영화와 TV 드라마에 출연하였다.

### 영화
- 1961년 《해바라기 가족》
- 1968년 《맨발의 영광》
- 1980년 《순악질여사》
- 1980년 《외인들》
- 1980년 《물보라》
- 1981년 《하늘나라 엄마별이》
- 1981년 《세 번은 짧게 세 번은 길게》
- 1982년 《나는 할렐루야 아줌마였다》
- 1983년 《오마담의 외출》
- 1983년 《스물하나의 비망록》
- 1984년 《젊은 시계탑》
- 1984년 《새댁 나팔을 불기 시작했다》
- 1984년 《이혼법정》
- 1984년 《동반자》
- 1984년 《무릎과 무릎 사이》
- 1984년 《저 하늘에도 슬픔이》
- 1984년 《바보사냥》
- 1985년 《창밖에 잠수교가 보인다》
- 1985년 《장사의 꿈》 ... 약장수 역
- 1985년 《고래사냥 2》
- 1986년 《푸른 하늘 은하수》
- 1986년 《방황하는 별들》
- 1986년 《티켓》 ... 마용달 역
- 1986년 《열병시대》
- 1986년 《차라리 불덩이가 되리》
- 1987년 《감자》(제26회 대종상 남우주연상 후보) ... 서 서방 역
- 1987년 《너와 나의 비밀일기》
- 1988년 《연산일기》 ... 자원 역
- 1988년 《벽속의 부인》
- 1988년 《캠퍼스 연애특강》
- 1988년 《카멜레온의 시》
- 1989년 《들병이》
- 1989년 《발바리의 추억》
- 1990년 《파행》
- 1990년 《새벽을 깨우리로다》
- 1990년 《수탉》(제28회 대종상 남우주연상 후보[5], 제11회 청룡영화상 남우주연상 후보) ... 두칠 역
- 1991년 《있잖아요 비밀이에요 2》 ... 형구 부 역
- 1991년 《돈아 돈아 돈아》
- 1991년 《토끼를 태운 잠수함》
- 1991년 《마지막 남자의 모습》
- 1992년 《섬강에서 하늘까지》 ... 재인 아버지 역
- 1994년 《계약커플》
- 1994년 《휘모리》 ... 윤성출 역
- 1994년 《비는 사랑을 타고》 ... 아저씨 역
- 1995년 《사랑하기 좋은 날》
- 1995년 《48+1》 ... 박 노인 역
- 1996년 《첫사랑》
- 1998년 《엑스트라》
- 2001년 《엽기적인 그녀》 ... 견우 부 역
- 2001년 《달마야 놀자》 ... 스님 - 노스님 역
- 2001년 《조폭 마누라》 ... 오뎅 아저씨 역
- 2002년 《재밌는 영화》 ... 김 대통령 역
- 2002년 《라이터를 켜라》 ... 봉구 부 역
- 2002년 《도둑맞곤 못살아》 ... 장인 역
- 2002년 《유아독존》
- 2002년 《철없는 아내와 파란만장한 남편 그리고 태권소녀》 ... 매니저 역
- 2003년 《바람난 가족》 ... 시아버지 주창근 역
- 2003년 《영어완전정복》 ... 영주 외조부 역
- 2004년 《어린 신부》 ... 보은 할아버지 역
- 2004년 《신부수업》 ... 남 신부 역
- 2005년 《무등산 타잔, 박흥숙》
- 2007년 《극락도 살인사건》 김 노인 역
- 2010년 《독짓는 늙은이》

### 드라마
- 1972년 《사모곡》 ... 김처선 역
- 1973년 《어머니》(주연 - 곽서방 역)[1]
- 1976년 《결혼행진곡》
- 1979년 《야!곰례야》
- 1980년 《달동네》
- 1982년 《13세 소년》
- 1983년 《어머님 날 낳으시고》
- 1984년 《진실을 찾아서》
- 1985년 《갯마을》
- 1987년 《전원일기》 ... 둘째 며느리 고순영의 친정 숙부 고상준 역
- 1987년 《야호》 ... 마 서방 역
- 1987년 《인생화보》
- 1988년 《순심이》
- 1989년 《지포리에서 생긴 일》
- 1989년 《나비야 청산가자》 ... 조씨 역
- 1989년 《수난2대》
- 1989년 《우리 동네》
- 1989년 《독도 수비대》
- 1990년 《봉숭아꽃물》
- 1990년 《몽실언니》
- 1991년 《침묵의 땅》
- 1991년 《대추나무 사랑걸렸네》... 박달재 역
- 1991년 《여명의 눈동자》... 이민섭 역
- 1991년 《형》 ... 동희 양부 역
- 1992년 《위기의 남자》
- 1993년 《나팔꽃》
- 1993년 《달빛 고향》
- 1993년 《친애하는 기타 여러분》
- 1993년 《신 손자병법》... 강봉추 역
- 1994년 《사라비아 공화국》... 표달수 역
- 1995년 《모래시계》... 강만석 역
- 1995년 《인연이란》
- 1995년 《옥이 이모》
- 1995년 《서궁》
- 1996년 《첫사랑》...성덕배 역
- 1996년 《스타트》
- 1997년 《웨딩드레스》
- 1998년 《맏이》
- 1998년 《순풍산부인과》... 김용태 역
- 1998년 《종이학》
- 1999년 《아름다운 선택》
- 1999년 《누나의 거울》
- 2000년 《덕이》
- 2001년 《그래도 사랑해》
- 2001년 《맛있는 청혼》... 왕사부 역
- 2001년 《동양극장》... 송씨 역
- 2002년 《레츠고》...김인문 역
- 2003년 《저 푸른 초원 위에》...나철득 역
- 2003년 《내 인생의 콩깍지》...서철주 역
- 2004년 《천생연분》...석구 아버지 역
- 2004년 《4월의 키스》...강운봉 역

### 연극
- 2008년 《날개 없는 천사들》

### 뮤직비디오
- 2000년 왁스 《엄마의 일기》

### 광고
- 1984년 한독약품 레토졸
- 1985년 한독약품 레토졸
- 2000년 프리챌 (목소리 출연)
- 2000년 롯데제과 업그레이드 몽쉘 (이상우와 함께 출연)
- 2009년 KTF SHOW&Partners 쇼킹제휴팩 (희극인 김준호가 목소리 대역을 맡음)

## 수상
- 1973년 제4회 TBC 연기대상 신인상 《어머니》[6]
- 1974년 제10회 백상예술대상 TV부문 남자 신인연기상《어머니》
- 1979년 TBC 연기대상 남자 우수상
- 1984년 한국방송공사 연기부문 특별상
- 1985년 제21회 백상예술대상 TV부문 남자 최우수연기상 《진실을 찾아서》[7]
- 1990년 제2회 서울시 정경대상 장려상

## 역대 선거 결과
| 실시년도 | 선거      | 대수 | 직책   | 선거구                | 정당         | 득표수  | 득표율         | 순위 | 당락 | 비고 |
| -------- | --------- | ---- | ------ | --------------------- | ------------ | ------- | -------------- | ---- | ---- | ---- |
| 1991년   | 지방 선거 | 3대  | 시의원 | 서울 강서구 제4선거구 | 신민주연합당 | 7,852표 | \| \| 36.2% \| | 2위  | 낙선 |      |
|          | 36.2%     |      |        |                       |              |         |                |      |      |      |